# Mimetus epeiroides
Mimetus epeiroides là một loài nhện trong họ Mimetidae.
Loài này thuộc chi Mimetus. Mimetus epeiroides được miêu tả năm 1882 bởi Emerton.